# Batman - Judge Dredd : Jugement à Gotham
Batman - Judge Dredd : Jugement à Gotham (Batman/Judge Dredd: Judgement on Gotham) est un comics one shot écrit par Alan Grant et John Wagner et dessiné par Simon Bisley, publié aux États-Unis par DC Comics et Fleetway en 1991, traduit en France chez Comics USA en 1992.
Il s’agit d’un crossover entre les univers de Batman et Judge Dredd.

## Synopsis
Le Judge Death, un voyageur interdimensionnel maléfique adepte de solutions expéditives contre les vivants (il considère la vie comme un crime, et les vivants comme des pêcheurs), débarque à Gotham City.
À peine arrivé, Death trucide deux amoureux qui s’embrassaient dans la rue, puis les policiers venus à sa rencontre. Attiré par les cris, Batman arrive sur les lieux et parvient à vaincre Judge Death (en le faisant s’empaler sur une grille, sans le vouloir) mais l'âme noire du Judge Death, libérée, cherche un nouvel hôte.
Batman est ensuite téléporté par inadvertance dans la dimension d'origine de Death, à Mega City One (en), quand il manipule son dispositif transporteur. Il est alors confronté au criminel Mean Machine puis au policier Juge Dredd qui l'arrête, l'enferme et le condamne à 20 ans de prison (pour, entre autres, outrages et rébellion, Dredd n'aimant visiblement pas le sens de l'humour ironique de Batman et, par ailleurs, détestant les justiciers masqués tels que lui).
Pendant ce temps, à Gotham, le Judge Death (qui a repris une forme physique en possédant le corps d'un défunt dans une morgue) s’allie au super-vilain l’Épouvantail pour faire subir à la ville un carnage, projetant de commencer son hécatombe lors d'un concert en plein air où se produit le groupe de death metal Living Death… Ils seront rejoints peu après par Mean Machine, qui a un compte à régler avec Death.
À Mega City One, Batman obtient l'aide de la Juge « Psi » Cassandra Anderson qui le libère et le ramène à Gotham, utilisant un portail dimensionnel dans la base des Juges, malgré les ordres contraires de Dredd. Ce dernier donne l'ordre de les arrêter et, lorsque cela échoue, les suit à Gotham.

## Personnages
- Batman
- Judge Dredd
- Judge Death
- Mean Machine
- L'Épouvantail
- La Judge « Psi » Cassandra Anderson

## Autour de l'album
Cet album a été peint en couleur directe par Simon Bisley, habitué du genre. Il travaille, entre autres, sur la série Judge Dredd mais aussi sur Sláine et Lobo.
Les deux personnages se retrouveront dans trois autres graphic novels également en couleurs directes :
1. Vendetta in Gotham par Alan Grant, John Wagner et Cam Kennedy en 1993 ;
2. Batman - Judge Dredd : La Grande Énigme par Alan Grant, John Wagner, Carl Critchlow et Dermot Power en 1995 ;
3. Batman/Judge Dredd: Die Laughing par Alan Grant, John Wagner, Jason Brashill, Glenn Fabry et Jim Murray en 1998.

## Éditeurs
- DC Comics : version originale
- Comics USA : première publication en français dans la collection « Spécial USA »